# Уимс, Дэвид, 2-й граф Уимс
Дэвид Уимс, 2-й граф Уимс (англ. David Wemyss, 2nd Earl of Wemyss; 6 сентября 1610 — июль 1679) — шотландский пэр и офицер.

## Биография
Родился 6 сентября 1610 года. Единственный сын Джона Уимса, 1-го графа Уимса (1586—1649), и Джин Грей (? — 1640), дочери Патрика Грея, 6-го лорда Грея. Как лорд Элхо, титул, который он носил в 1633—1649 годах, он командовал полком пехоты Файфа в шотландской армии, которая достигла Ньюкасла-апон-Тайн в августе 1640 года. 1 сентября 1644 года во главе около 6 тысяч человек он был разгромлен маркизом Монтрозом при Типпермьюире, а в августе 1645 года, будучи внештатным командиром генерал-лейтенанта Уильяма Бейли, снова потерпел поражение от войск маркиза Монтроза при Килсите.
22 ноября 1649 года после смерти своего отца Дэвид Уимс унаследовал титулы 2-го графа Уимса (Пэрство Шотландии), 2-го лорда Уимса из Элхо (Пэрство Шотландии), 2-го лорда Элхо и Метила (Пэрство Шотландии) и 2-го баронета Уимса (Баронетство Новой Шотландии).
Член Тайного совета Шотландии (март 1649/1650), шериф Файфа (1656—1657).
23 августа 1672 года после смерти своего последнего выжившего сына в 1671 году он получил право на передачу по наследству своих титулов и поместий своей младшей дочери Маргарет.
Лорд Уимс скончался в июле 1679 года в замке Уимс в Файфе, поместье которого он много сделал для развития. Поместья и титулы перешли к его дочери Маргарет Уимс, 3-й графине Уимс.

## Семья
Лорд Уимс был трижды женат. 4 февраля 1627 года он женился первым браком на достопочтенной Энн Бальфур (? — 1649), дочери Роберта Бальфура, 2-го лорда Бальфура из Берли, и Маргарет Бальфур, баронессы Бальфур из Берли. От первого брака у него было двенадцать детей:
- Достопочтенный Джон Уимс (22 ноября 1627—1636)
- Леди Джин Уимс (19 июня 1629 — 5 января 1715), 1-й муж с 1649 года Арчибальд Дуглас, 1-й граф Ормонд, 2-й муж с 1659 года Джордж Гордон, 15-й граф Сазерленд[2]
- Достопочтенная Маргарет Уимс (24 сентября 1630 — 17 мая 1648 / 10 ноября 1649)
- Достопочтенный Дэвид Уимс (5 июня 1632—1649)
- Достопочтенный Джон Уимс (10 декабря 1636—1646)
- Леди Мэри Уимс (7 февраля 1638 — 12 октября 1654)
- Достопочтенный Роберт Уимс (1 августа 1639—1649)
- Достопочтенная Изабелла Уимс (14 февраля 1642 — 10 ноября 1649)
- Достопочтенная Энн Уимс (20 сентября 1643 — 10 ноября 1649)
- Джон Уимс, лорд Элхо (7 февраля 1646 — 10 ноября 1649/1653)
- Достопочтенный Александр Уимс (20 октября 1647 — 10 ноября 1649/1653).

4 апреля 1650 года лорд Дэвид Уимс вторым браком женился на леди Хеленор Флеминг (? — 1652), дочери Джона Флеминга, 2-го графа Уигтауна (1589—1650), и Маргарет Ливингстон. Второй брак оказался бездетным.
13 января 1653 года лорд Уимс в третий раз женился на леди Маргарет Лесли (? — 1688), дочери Джона Лесли, 6-го графа Роутса, и вдове Фрэнсиса Скотта, 2-го графа Баклю (1626—1651). Дети от третьего брака:
- Джон Уимс, лорд Элхо (18 декабря 1653 — ок. 1655)
- Дэвид Уимс, лорд Элхо (13 марта 1655 — 28 сентября 1671)
- Достопочтенный Хью Уимс (23 мая 1656 — ок. 1659)
- Маргарет Уимс, 3-я графиня Уимс (1 января 1658/1659 — 11 марта 1705), младшая дочь и преемница отца.